# Borgnäs kommunhus
Borgnäs kommunhus (finska: Pornaisten kunnantalo) är ett kommunhus i Borgnäs i det finländska landskapet Nyland. Byggnaden, som är belägen i Borgnäs kyrkoby, färdigställdes år 1959 enligt byggmästare Kalle Multalas ritningar från Maaseudun keskusrakennustoimisto. Ursprungligen fanns det utrymmen för Borgnäs bibliotek och brandstall i kommunhuset.
År 1982 utvidgades Borgnäs kommunhus enligt Multalas ritningar. Då hade Maaseudun keskusrakennustoimisto bytt namn till Suunnittelukeskus Oy. Förutom nya kontor fick huset pausrum för personalen och ett skyddsrumscentrum. Borgnäs brandstation flyttades till byns norra sida och även biblioteket flyttades till en ny byggnad. Borgnäs kommunhus är ett viktigt exempel på en anspråkslös multifunktionsbyggnad på landsbygden som uppfördes under Finlands återuppbyggnadsperiod efter andra världskriget. Byggnadens äldsta del är skyddad.